# إليزافيتا غريشيشنيكوفا
إليزافيتا أندريانوفنا غريشيشنيكوفا (الروسية: Елизавета Андриановна Гречишникова ؛ من مواليد 12 ديسمبر 1983) جاءت أول ميدالية لها في بطولة الجامعات الصيفية 2007 ، حيث حصلت على الميدالية البرونزية لمسافة 5000 متر. عداءة روسية لمسافات طويلة. مثلت روسيا في سباق 5000 متر في بطولة العالم لألعاب القوى عامي 2009 و 2011. وكانت الثامنة في هذا الحدث في بطولة ألعاب القوى الأوروبية 2010، بعد ثلاثة أعوام في 25 أكتوبر 2013 أوقفتها وكالة مكافحة المنشطات الروسية حتى 15 أكتوبر 2015 وألغيت جميع عروضها منذ 18 أغسطس 2009.